# Эльяшевич, Дмитрий Аркадьевич
Дми́трий Арка́дьевич Эльяше́вич (род. 6 февраля 1964, Ленинград) — российский библиограф, книговед и историк, доктор исторических наук, профессор. Член Общественного совета Российского еврейского конгресса.

## Биография
В 1985 году окончил библиотечный факультет Ленинградского государственного ордена Дружбы народов института культуры им. Н. К. Крупской.
В 1988 году защитил диссертацию «Теория и типология книжных связей» на соискание учёной степени кандидата филологических наук, посвящённую истории книгоиздания в Германии и международным книжным связям. В том же году принят на кафедру общей библиографии и книговедения ЛГИК им. Н.К. Крупской на должность ассистента, затем работал старшим преподавателем, доцентом. С 2003 года — профессор.
В 2000 году в Санкт-Петербургском институте российской истории РАН защитил диссертацию на соискание учёной степени доктора исторических наук на тему «Правительственная политика и еврейская печать в России, 1797—1917», впервые за последние 70 лет связанную с историей евреев в Российской империи.
В 2008 году избран на должность заведующего кафедрой библиографоведения и книговедения СПбГУКИ.
Заместитель председателя диссертационного совета по защите докторских и кандидатских диссертаций по специальности «Библиотековедение, библиографоведение и книговедение». Член Учёного совета СПбГУКИ и Совета библиотечно-информационного факультета.
В 2003—2007 годах также занимал должность профессора Санкт-Петербургского государственного университета (Центр библеистики и иудаики философского факультета).
С 1998 года является ректором Петербургского института иудаики, в котором работает с 1990 года. До этого занимал в нём должности директора научно-информационного центра, декана исторического факультета, первого проректора.
В сентябре 2012 года при слиянии в СПбГУКИ кафедр автоматизированных библиотечно-информационных технологий, библиографоведения и книговедения и информационной аналитики стал заведующим объединённой кафедрой — кафедрой документоведения и информационной аналитики.

## Избранные публикации
- Эльяшевич Д. А. Источниковедение истории евреев в России : К постановке вопроса // История евреев в России. Проблемы источниковедения и историографии. — СПб., 1993. — С. 27—53.
- Эльяшевич Д. А. Документальные материалы по истории евреев в архивах СНГ и стран Балтии. — СПб.: Акрополь, 1994. — 136 с.
- Эльяшевич Д. А. О некоторых аспектах изучения истории цензуры еврейских изданий в Российской империи // История, язык и культура еврейского народа. — Кишинев, 1995.
- Эльяшевич Д. А. Русско-еврейская печать и русско-еврейская культура : К пробл. генезиса // Евреи в России: История и культура. — СПб., 1995.
- Эльяшевич Д. А. Еврейская печать, политика и цензура в России, 1797—1917: К постановке вопроса // Евреи в России: История и культура: Сб. науч. тр. / Под ред. Д. А. Эльяшевича. — СПб., 1998. — С. 38—100.
- Эльяшевич Д. А. Еврейские цензоры в России, 1797—1917 гг. // Вестн. евр. ун‑та в Москве. — М.; Иерусалим, 1998. — № 2. — С. 35—42.
- Эльяшевич Д. А. Еврейский театр в России и цензура // Еврейская цивилизация: Пробл. и исслед. — М., 1998. — Вып. 3. — С. 256—266.
- Эльяшевич Д. А. Из истории цензуры еврейской печати в России // Вестн. евр. ун‑та в Москве. — М.; Иерусалим, 1998. — № 1. — С. 4—40.
- Эльяшевич Д. А. Правительственная политика и еврейская печать в России, 1797—1917 : Очерки истории цензуры. — СПб.; Иерусалим, 1999. — 792 с.
- Эльяшевич Д. А., Гринченко Н. А., Измозик В. С., Патрушева Н. Г., Сомов В. А. История цензурных учреждений Прибалтийских губерний. Конец XVIII в. — 1917 г. // Книжное дело в России в XIX — начале XX века : Сб. науч. трудов. — СПб., 2003. — Вып.11. — С. 121—172.
- Эльяшевич Д. А. Правительственная цензура еврейских изданий в Российской империи // История еврейского народа в России. — М.; Иерусалим, 2012. — Т. 2: От разделов Польши до падения Российской империи, 1772—1917. — С. 86—98.